# Vitool Charernratana
Vitool Charernratana (nascido em 11 de setembro de 1942) é um ex-ciclista tailandês. Representou sua nação nos Jogos Olímpicos de Verão de 1964.